# 中锐吻沙蚕
中锐吻沙蚕（学名：Glycera rouxii）为吻沙蚕科吻沙蚕属的动物。分布于日本、日本海、加利福尼亚、大西洋北部、地中海、波斯湾、印度，包括渤海、黄海、东海、台湾海峡、南海等海域，常栖息于潮间带泥砂滩、在潮下带水深30米也可采到、底质为砂质底或泥质底以及垂直分布可达100米以上。